# Vest-Kapprovinsen
Vest-Kapprovinsen (afrikaans: Wes-Kaap; xhosa: Ntshona-Koloni; engelsk: Western Cape) er en provins i det sydvestlige Sydafrika, med 5.822.734 indbyggere (2011), anslået til 6.200.100 indbyggere år 2015, og et areal på 129.462 km². Hovedstaden er Kapstaden.
Provinsen blev dannet i 1994 da Kapprovinsen blev delt i tre.